# Emmanuel Daniel
Emmanuel Daniel, né le 17 décembre 1993 au Nigeria, est un footballeur nigérian, qui évolue au poste de gardien de but.

## Biographie

### Carrière internationale
Il participe avec le Nigeria à la Coupe d'Afrique des nations des moins de 23 ans 2015 organisée au Sénégal. Le Nigeria remporte la compétition en battant l'Algérie en finale.
Emmanuel Daniel fait ensuite partie de la liste des 18 joueurs nigérians sélectionnés pour disputer les Jeux olympiques d'été de 2016.

## Palmarès
- Médaille de bronze aux Jeux olympiques d'été de 2016